# Faustina la Mayor
Annia Galeria Faustina o Faustina la Mayor (en latín, Annia Galeria Faustina; 105 (o 98 según otras fuentes) - 140) fue una emperatriz romana y esposa del emperador romano Antonino Pío. 

## Biografía
Provenía de una familia noble romana de origen hispano, concretamente de Ucubi, actual Espejo (Córdoba). Era la hija del cónsul Marco Annio Vero y de Rupilia Faustina.
Alrededor de 110-115 se casó con el futuro emperador Antonino Pío con quien tuvo dos hijos y dos hijas. Eran los siguientes:
- Marco Aurelio Fulvio Antonino (m. en 138). Se ha encontrado una inscripción en su tumba en el Mausoleo de Adriano, en Roma.
- Marco Galerio Aurelio Antonino (m. en 138). Se ha encontrado una inscripción en su tumba en el Mausoleo de Adriano, en Roma. Su nombre figura en una moneda imperial griega.
- Aurelia Fadila (m. en 135), se casó con Lucio Lamia Silvano, cónsul en 145. No parece que fruto de este matrimonio nacieran hijos. Su tumba se ha encontrado en Italia.
- Annia Galeria Faustina Minor o Faustina la Menor (125/130-175), futura emperatriz, casada con el emperador Marco Aurelio. Fue la única de los hijos del emperador que vivió para ver a Antonino y Faustina elevados al rango imperial.[3]

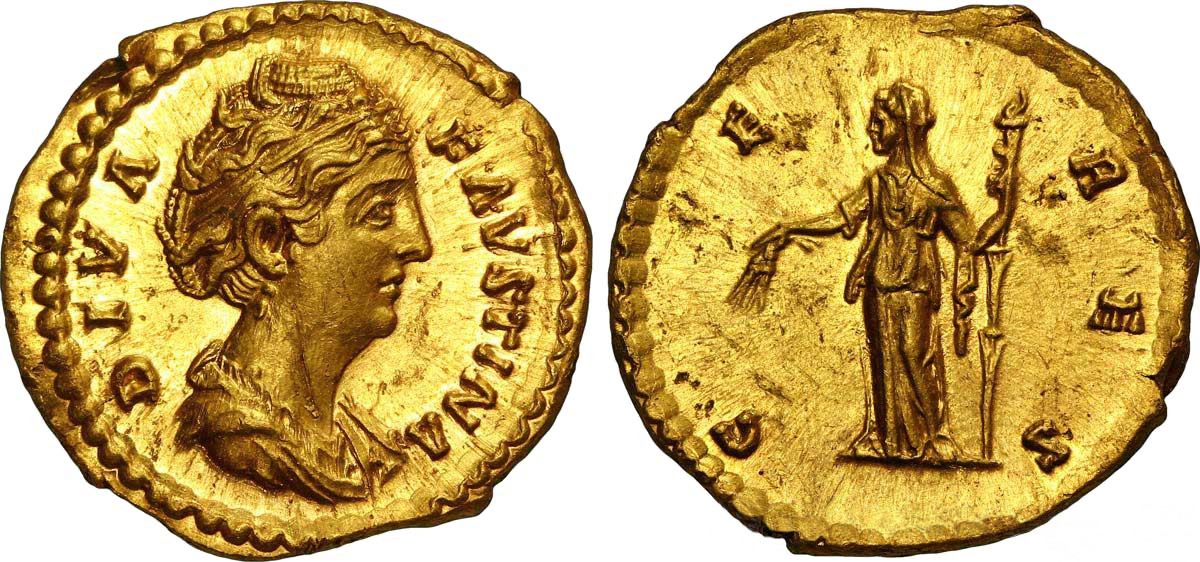
denario con la efigie de Faustina la Mayor

Con el ascenso de su marido al trono imperial fue nombrada Augusta. 
A pesar de que la Historia Augustina la caracteriza como "demasiado franca" el matrimonio parece haber sido feliz.
Tras su muerte en 140 o 141 fue consagrada y enterrada en el mausoleo de Adriano. En el foro se levantó un templo para su culto que hoy es una iglesia dedicada a San Lorenzo.
Además se creó una fundación caritativa con su nombre, la Puellae Faustinianae que se ocupaba de las hijas de los pobres de Roma.
Las monedas de Faustina la Mayor como "DIVA FAUSTINA" están entre las más buscadas de las emperatrices romanas.